# Abe Stern
Abe Stern (Fulda, 8 marzo 1888 – Los Angeles, 12 luglio 1951) è stato un produttore cinematografico tedesco naturalizzato statunitense.
Cognato di Carl Laemmle e fratello di Julius Stern, fu uno dei co-fondatori dell'Universal.

## Biografia
Nato a Fulda in Germania, emigrò con la famiglia negli Stati Uniti. Entrato nel mondo del cinema, diventò produttore come suo fratello Julius con il quale fondò la Century Film Corp.. Tra il 1917 e il 1929, Stern produsse oltre 540 cortometraggi. A Hollywood era conosciuto per la sua implacabile politica di taglio dei costi. Quando il regista Henry King scrisse la propria autobiografia, la intitolò A Tree Is a Tree (un albero è un albero), rifacendosi a un noto aneddoto legato alla figura di Stern che, a un regista che gli chiedeva dei set costosi per una scena, aveva risposto: "Una roccia è una roccia e un albero è un albero! Vai a girare al Griffith Park!".

### Morte
Abe Stern morì a Los Angeles il 12 luglio 1951 all'età di 63 anni. Venne sepolto all'Home of Peace Cemetery (East Los Angeles).